# Нічогівка (Чернігівський район)
Нічогі́вка — село в Україні, у Козелецькій селищній громаді Чернігівського району (раніше Козелецького району) Чернігівської області. Населення становить 214 осіб (2021). До 2016 орган місцевого самоврядування — Козелецька селищна рада.
Село розташоване за 4 км на схід від автодороги Київ-Чернігів та за 3 км на захід від автошляху Козелець-Бобровиця, засноване в першій половині 14 століття. Землі громади межують із територією Калитянської селищної громади Броварського району Київської області та з територією Остерської міської громади Чернігівського району, Чернігівської області.

## Історія
У переписній книзі Малоросійського приказу (1666) згадується село Ничеговка. Саме село, а не деревня, а тому мав бути храм. У селі був 31 селянський двір (33 чоловіка, 45 волів, 4 коня), 7 ґрунтових дворів (7 чоловіків, без худоби) та 3 бобильських двора (3 чоловіка, без землі). Усіх чоловіків названо поіменно.
1770 року в місцевому храмі було зареєстровано 933 прихожанина, 1860 року — 1378.
Список наявних у Малоросійській губернії селищ 1799—1801 років: в селі Нічеговка проживало 433 душі.
Станом на 1901—1300 жителів.
1923 року в Нічогівці населення складало 1447 осіб на 348 дворів. У селі були сільрада, школа та бібліотека.
Під час нацистсько-радянської війни 340 жителів села пішли на фронт. 158 людей загинуло на фронтах. За мужність і героїзм, проявлені в боротьбі з окупантами, 43 учасника війни нагороджено орденами та медалями.
1972 року населення села складало 818 осіб на 302 двори. За радгоспом імені Кірова було закріплено 2405 га сільськогосподарських угідь, у т. ч. орної землі — 1469 га. Вирощували переважно зернові культури, також було розвинуте м'ясо-молочне тваринництво.
12 червня 2020 року, відповідно до розпорядження Кабінету Міністрів України № 730-р «Про визначення адміністративних центрів та затвердження територій територіальних громад Чернігівської області», увійшло до складу Козелецької селищної громади.
19 липня 2020 року, в результаті адміністративно — територіальної реформи та ліквідації Козелецького району, село увійшло до складу Чернігівського району Чернігівської області.

## Політика

### Парламентські вибори, 2019
На позачергових парламентських виборах 2019 року у селі функціонувала окрема виборча дільниця № 740278, розташована у приміщенні школи.
Результати
- зареєстровано 196 виборців, явка 63,78%, найбільше голосів віддано за «Слугу народу» — 51,20%, за Всеукраїнське об'єднання «Батьківщина» — 16,80%, за «Опозиційну платформу — За життя» — 8,00%[8]. В одномандатному окрузі найбільше голосів отримали Борис Приходько (самовисування) і Сергій Коровченко (самовисування) — по 19,35%, за Дмитра Пахомова (Слуга народу) — 17,74%[9].

## Населення

### Мова
Розподіл населення за рідною мовою за даними перепису 2001 року:
| Мова       | Кількість | Відсоток |
| ---------- | --------- | -------- |
| українська | 359       | 100 %    |

## Пам'ятки
- Братська могила[d] 7 радянських воїнів, які загинули восени 1943р. при звільненні села і пам'ятний знак на честь 143 воїнів-односельчан, які загинули в 1941-1945рр. та 14 жителів села розстріляних фашистами в період окупації;
- Могила радянського воїна[d], який загинув при обороні села від загарбників у вересні 1941р. Прізвище невідоме;